# 巴塞姆·布拉比
巴塞姆·布拉比（1984年1月11日—），突尼斯足球运动员，曾效力于中超杭州绿城足球俱乐部。